# Большой Гатчинский дворец
Огромно здание из камня именита,
Которым Пудостка окружность знаменита.
Величием равно величью тех громад,
При Нильских берегах которые стоят;
Но вкусом, зодчеством, искусством, красотою,
Садов, лугов, прудов с прозрачною водою,
Превозвышая их являют Павлов двор,
Вмещающи в себя всех редкостей собор;
И тако Гатчина со именем согласна,
Её и внутренность и внешность есть прекрасна.
Большо́й Га́тчинский дворе́ц построен в 1766—1781 годах в Гатчине по проекту итальянского архитектора Антонио Ринальди в стиле классицизма для фаворита Екатерины II графа Григория Григорьевича Орлова. Расположенный на холме над Серебряным озером дворец сочетает в себе темы средневекового за́мка и загородной резиденции. Интерьеры дворца — образец русского классицизма рубежа XVIII—XIX веков. Дворец был одним из любимых мест отдыха царской семьи.

## История дворца

### Строительство

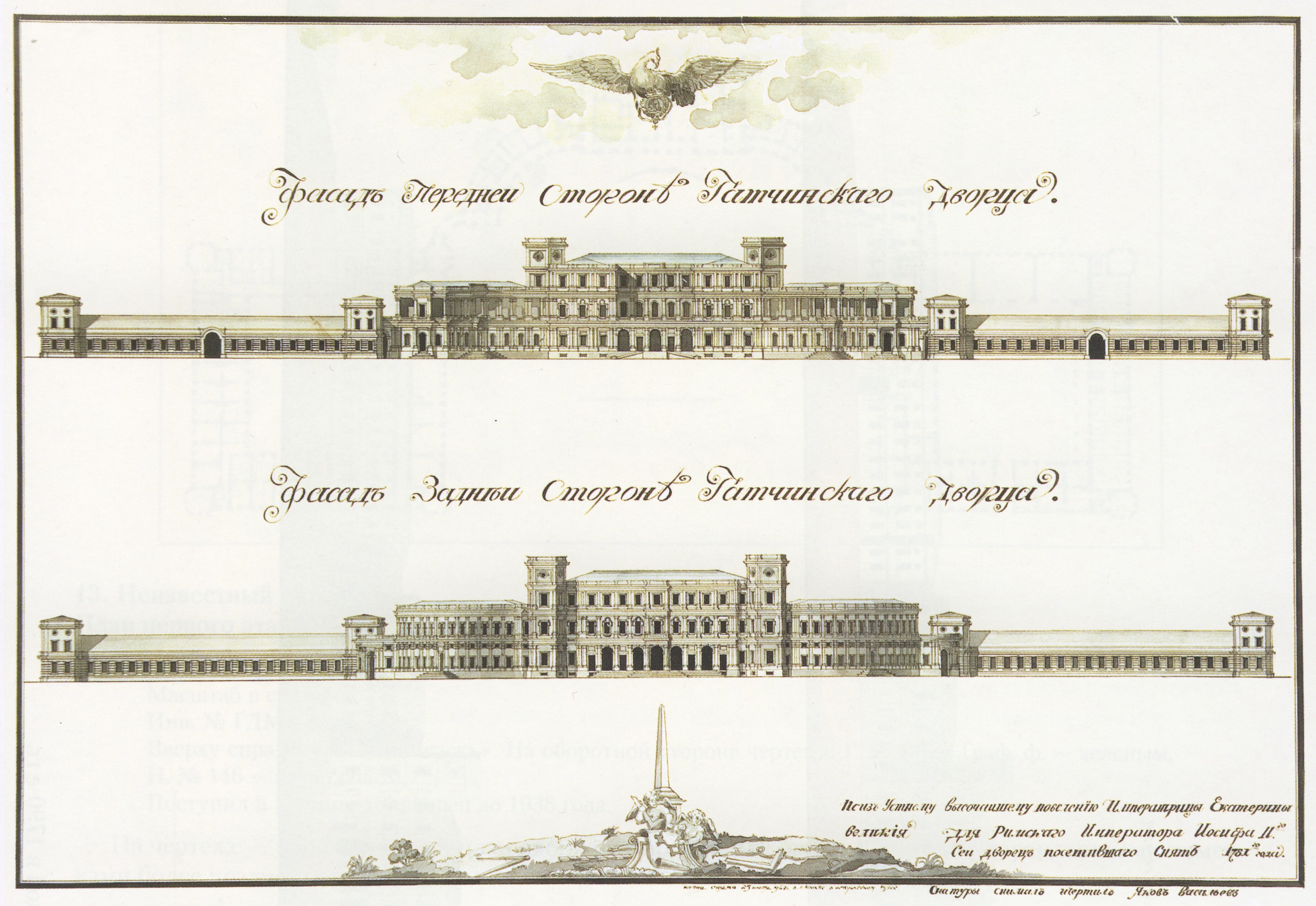
Фасады дворца. Чертеж 1781 года

В 1765 году Екатерина II выкупила Гатчинскую мызу (будущий город Гатчина) у князя Бориса Александровича Куракина и подарила её своему фавориту графу Григорию Григорьевичу Орлову в благодарность за организацию дворцового переворота, в результате которого она стала императрицей. 30 мая 1766 года на территории мызы началось  строительство Гатчинского дворца.

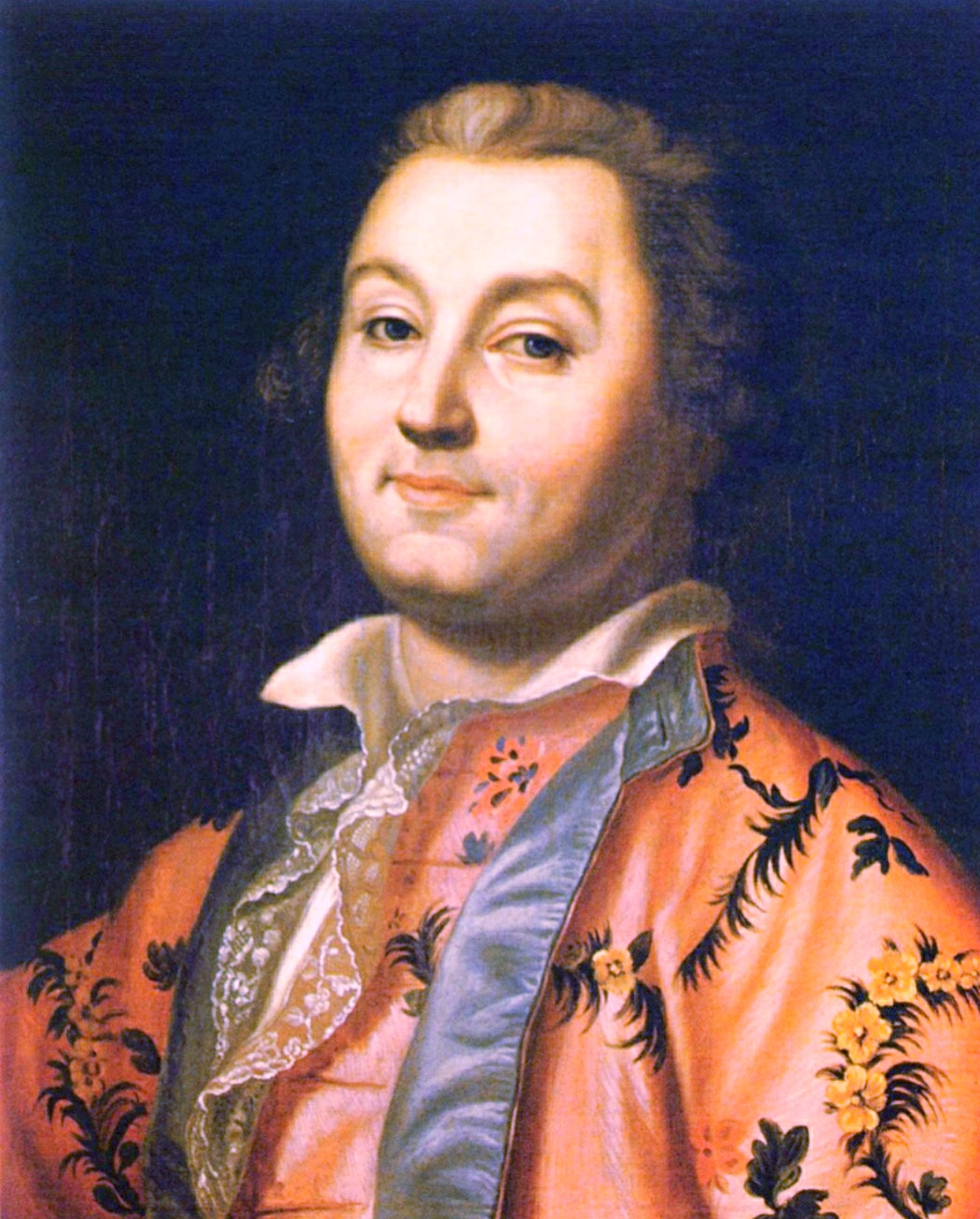
Граф Григорий Орлов - владелец и создатель Гатчинского ансамбля

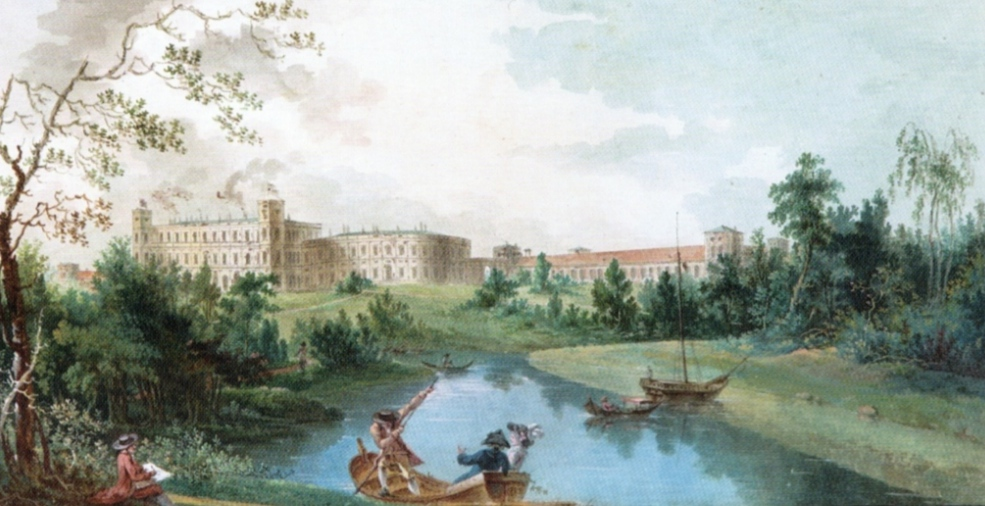
Жан Бальтазар де ла Траверс. Вид на дворец со стороны малого пруда при графе Орлове после 1774 года.

Для разработки проекта дворца Григорий Орлов совместно с Екатериной II пригласили итальянского архитектора Антонио Ринальди. Его проект удачно сочетал в себе элементы русской загородной усадьбы и английского охотничьего замка. В итоге Гатчинский дворец стал единственным замком в пригородах Петербурга. Строительство продвигалось медленно, в конце 1768 года дворец был доведён до карниза, в 1770 году начались работы по наружной отделке, которые продолжались до 1772 года. Внутренняя отделка затянулась до конца 1770-х годов (в центральном корпусе дворца до 1950-х годов сохранялась медная доска с указанием дат начала и окончания строительства «Заложен в 1766 мая 30. Окончен 1781 года»).
После окончания строительства новый дворец представлял собой здание, состоящее из трёх связанных между собой частей. Основная часть — центральный трёхэтажный корпус с примыкавшими к нему двумя пятигранными башнями. На южной были часы, на северной — громоотвод. Главный корпус соединялся двумя полуциркульными галереями с одноэтажными служебными каре — Кухонным и Конюшенным, представлявшими собой замкнутые четырёхугольники с внутренними дворами, по углам которых располагались восьмиугольные башни. Снаружи здание было облицовано парицким известняком, добывавшимся недалеко от Гатчины в деревне Парицы. Облицовка вестибюля и парапета над карнизом была сделана из пудостского камня Сведений о внутреннем убранстве дворца в эти годы практически не сохранилось, так как были утеряны описи имущества графа Орлова.
Орлов недолго прожил в новом дворце. После его смерти в начале 1783 года Гатчина была выкуплена обратно у его братьев Екатериной II (4 июля 1783 года) и 6 августа того же года была подарена великому князю Павлу Петровичу (будущему императору Павлу I), куда новый владелец переехал в сентябре. В это время Павел Петрович был занят строительством своей резиденции, которая была названа его именем (Павловск). 

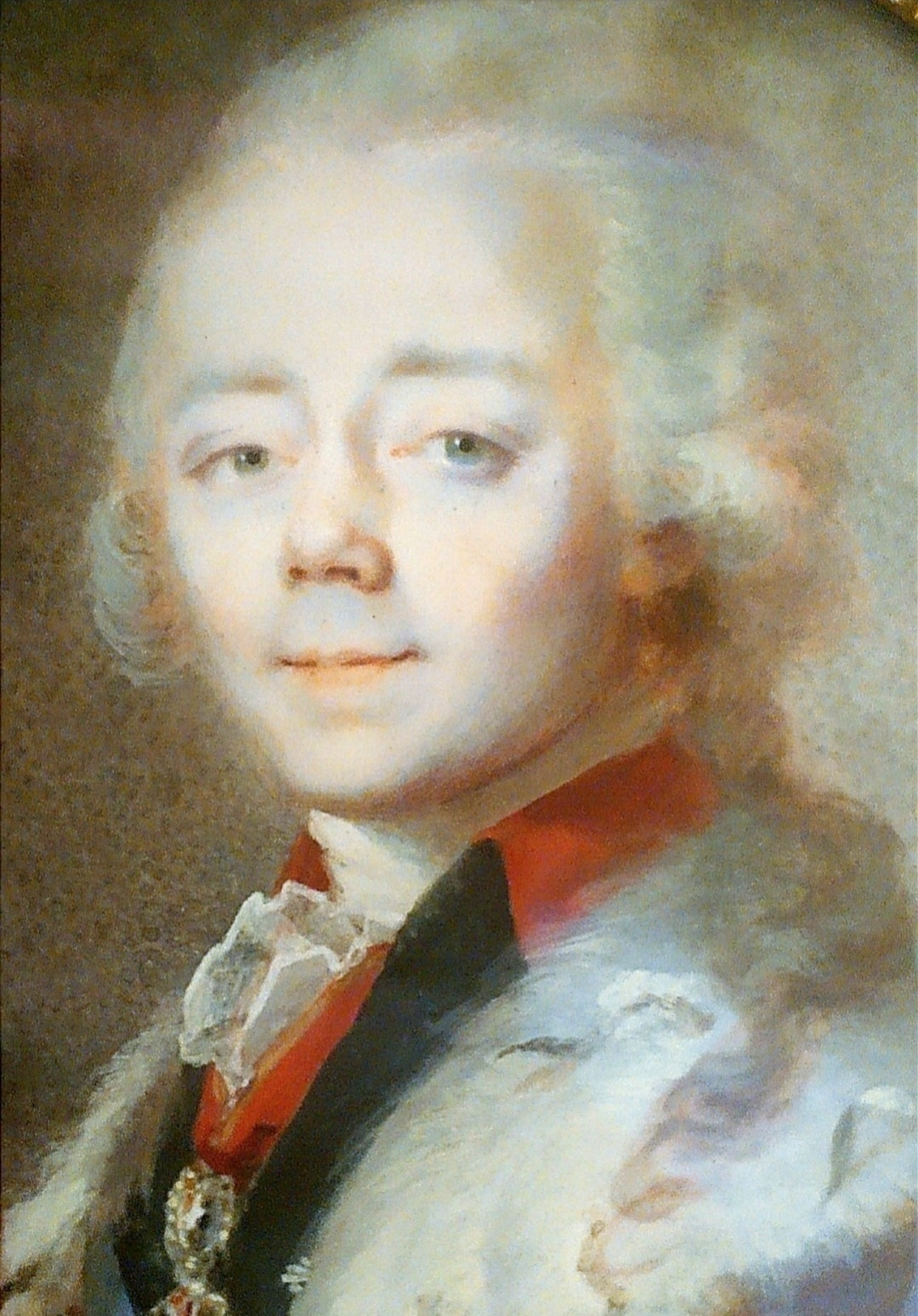
Великий князь Павел Петрович в середине 1780-х

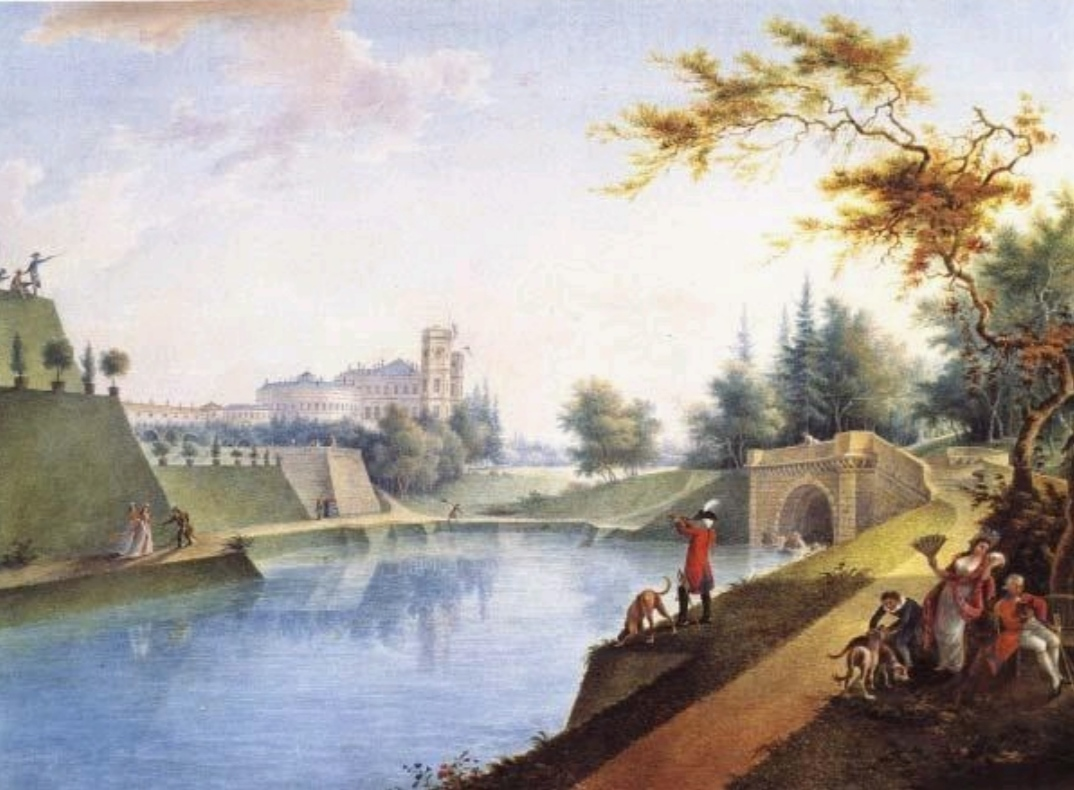
Вид на дворец со стороны пруда Кофр (будущего Карпина пруда), выкопанного в 1793 году. Акварель Г. С. Сергеева

Из-за ограниченности личного бюджета Гатчиной он смог заняться только когда в Павловске были закончены основные работы, в 1790-х годах.
Одно из первых по времени описаний Гатчины, уже по восшествии Павла на престол, принадлежит барону Бальтазару Кампенгаузену (СПб., 1797 г.):

 …Ансамбль в Гатчине имеет почти недосягаемое выражение благородства и величия…
…Как шедевр искусства, которому прекрасная природа здесь помогла более чем какой-либо другой резиденции близ императорской столицы, загородный замок Гатчины со своими обширными садами и постройками заслужил, чтобы его знали...

…Сам император Иосиф II признавал за Гатчинским дворцом преимущественное положение среди первейших дворцов Европы.

План Гатчинского дворца
1. Центральный корпус
2. Кухонное каре
3. Арсенальное (Конюшенное) каре
4. Плац
5. Сигнальная башня (с громоотводом)
6. Часовая башня
7. Памятник Павлу I
8. Бастионная стена с бастионами
9. Собственный сад
10. Мосты через ров
11. Купол дворцовой церкви

### Первая перестройка дворца

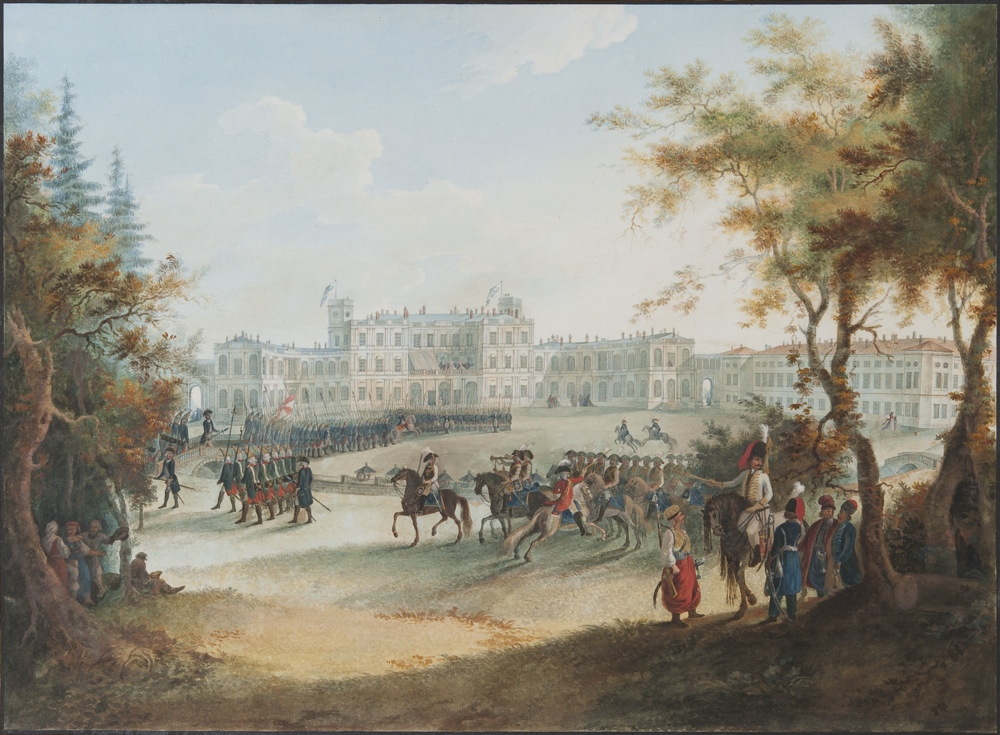
Гатчинский дворец. Акварель XVIII век

Существовало несколько неосуществлённых проектов перестройки дворца. Один из них представляет особый интерес, поскольку на плане, датируемом 1783 годом, на оси Гатчинского дворца (на месте современного Балтийского вокзала) показан новый монументальный дворец, замыкающий своим массивом обширный плац перед дворцом. Этот проект не был осуществлён в Гатчине, но явился прообразом Михайловского замка в Санкт-Петербурге. Другой проект предполагал строительство ещё одного обширного дворца с тремя внутренними дворами на территории, прилегающей к Арсенальному каре.
Основной этап работ во дворце начался в 1796 году, архитектором стал Винченцо Бренна, работавший в то время в Гатчине. В его задачу входили надстройка обоих каре вторыми и третьими этажами и приспособление их под жильё, а также переделка открытых галерей — колоннад во втором этаже главного корпуса. После перестройки вместо открытых галерей появились стены, декорированные полуколоннами. Кроме того, стены появились на первом этаже в центре главного корпуса на месте открытых аркад и сквозного прохода в парк. Работы по устройству комнат для семьи Павла I в Арсенальном каре (бывшем Конюшенном) и в главном корпусе дворца были начаты в 1797 году. Кроме этого, площадь перед дворцом, занятая газонами, была превращена в плац, а со стороны парка на прилегающей к дворцу территории устроен небольшой Собственный сад.
В 1799 году Павел I назначил главным архитектором Гатчины Андреяна Дмитриевича Захарова. Ему пришлось закончить некоторые работы во дворце, так как в это время Бренна был занят на постройке Михайловского замка в Петербурге. В частности, Захаров закончил надстройку Кухонного каре. Также по его проекту на месте старой церкви во дворце, которая существовала ещё с орловских времён, в 1800 году была построена новая.
После смерти Павла I в 1801 году Гатчина стала принадлежать его жене Марии Фёдоровне. По её желанию в 1809—1811 годах архитектором Андреем Никифоровичем Воронихиным во дворце были произведены небольшие переделки. В основном они касались внутреннего убранства дворца, а также служили для приспособления его «на случай зимнего пребывания».
В 1835 году на одной из башен дворца был установлен сигнальный оптический телеграф.

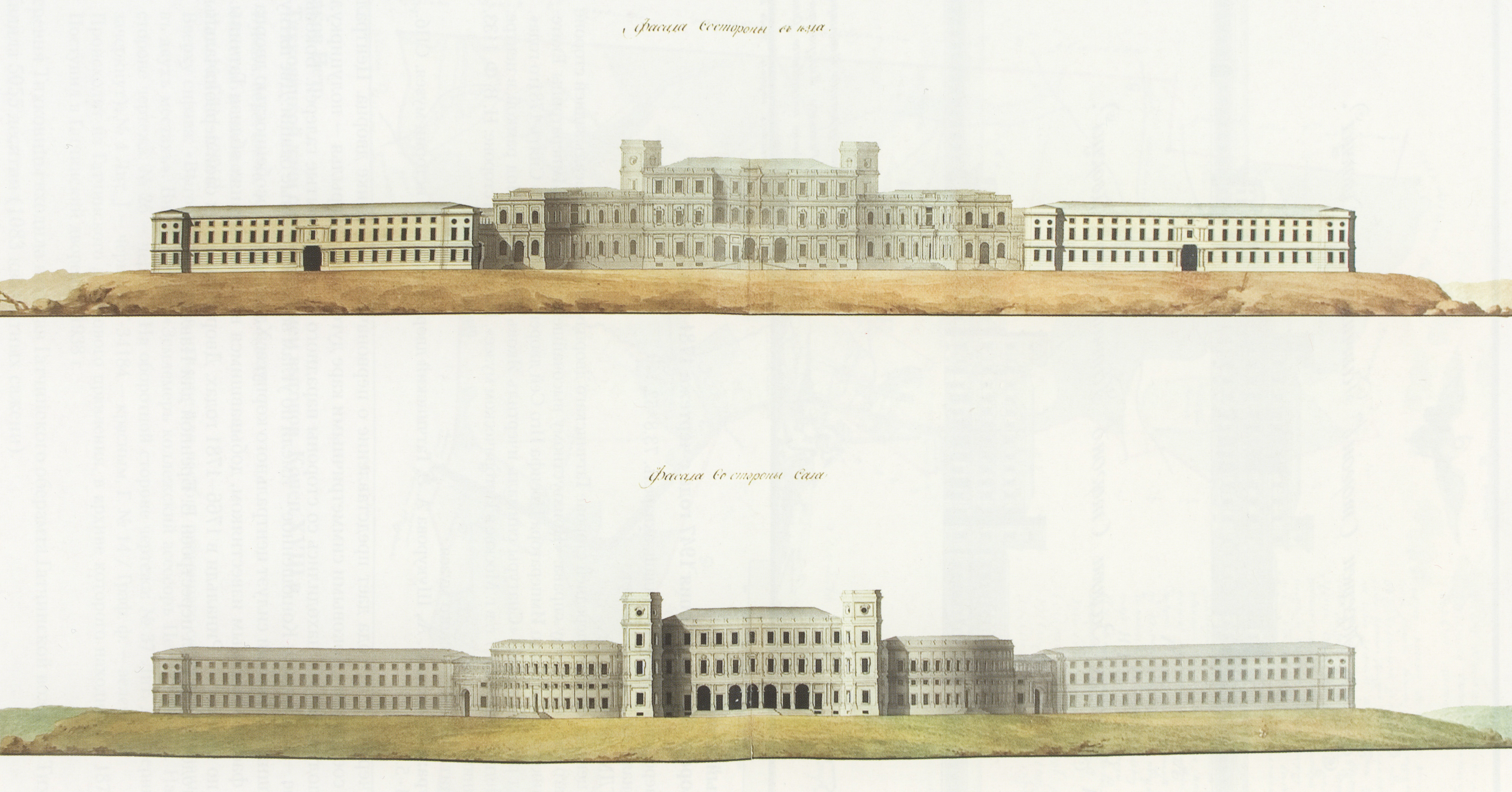
Фасады дворца. 1790-е годы

### Вторая перестройка дворца

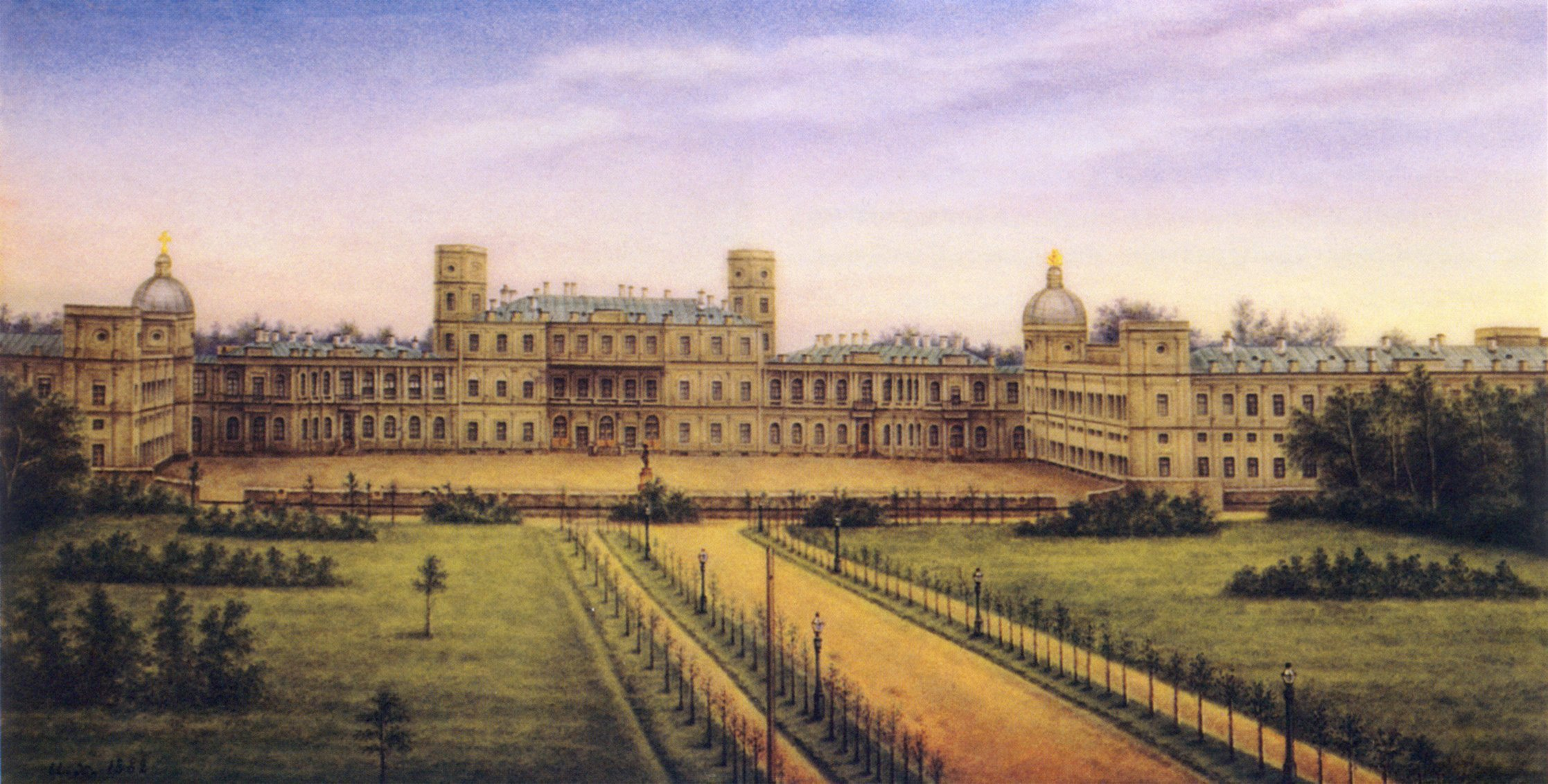
Гатчинский дворец. Роспись по фарфору, вторая половина XIX века

Следующий этап крупных работ по перестройке дворца пришёлся на 1840-е годы, когда он принадлежал императору Николаю I. С 1844 года работами в Гатчинском дворце руководил Роман Иванович Кузьмин, который с 1841 года был в должности главного архитектора Министерства императорского двора. Основные работы велись в каре, которые были практически полностью перестроены. В каре были сделаны подвальные этажи, увеличена высота первого и третьего этажей, а между ними построен небольшой второй этаж, который рассматривался как антресольный. За счёт перестройки высота каре увеличилась до высоты полуциркульных галерей. Из-за изменения высоты каре центральный корпус дворца перестал доминировать над зданием, поэтому под руководством Кузьмина к боковым башням корпуса был достроен ещё один этаж. Кроме крупных работ по реконструкции дворца в центральном корпусе были проведены реставрационные работы и перестроена парадная лестница. На балконе фасада, выходящего на плац был построен навес, поддерживаемый колоннами, которые по замыслу архитектора должны были быть мраморными, но в конечном итоге были выполнены из чугуна. Также в 1850 году были полностью разобраны обветшавшие бастионы и подпорные стены, окружавшие плац перед дворцом, и возведены заново без изменения первоначального замысла Бренны. Это были последние крупные работы по перестройке дворца, при следующих владельцах проводился только необходимый текущий ремонт.
1 августа 1851 года на плацу перед дворцом был установлен памятник Павлу I, отцу Николая I.

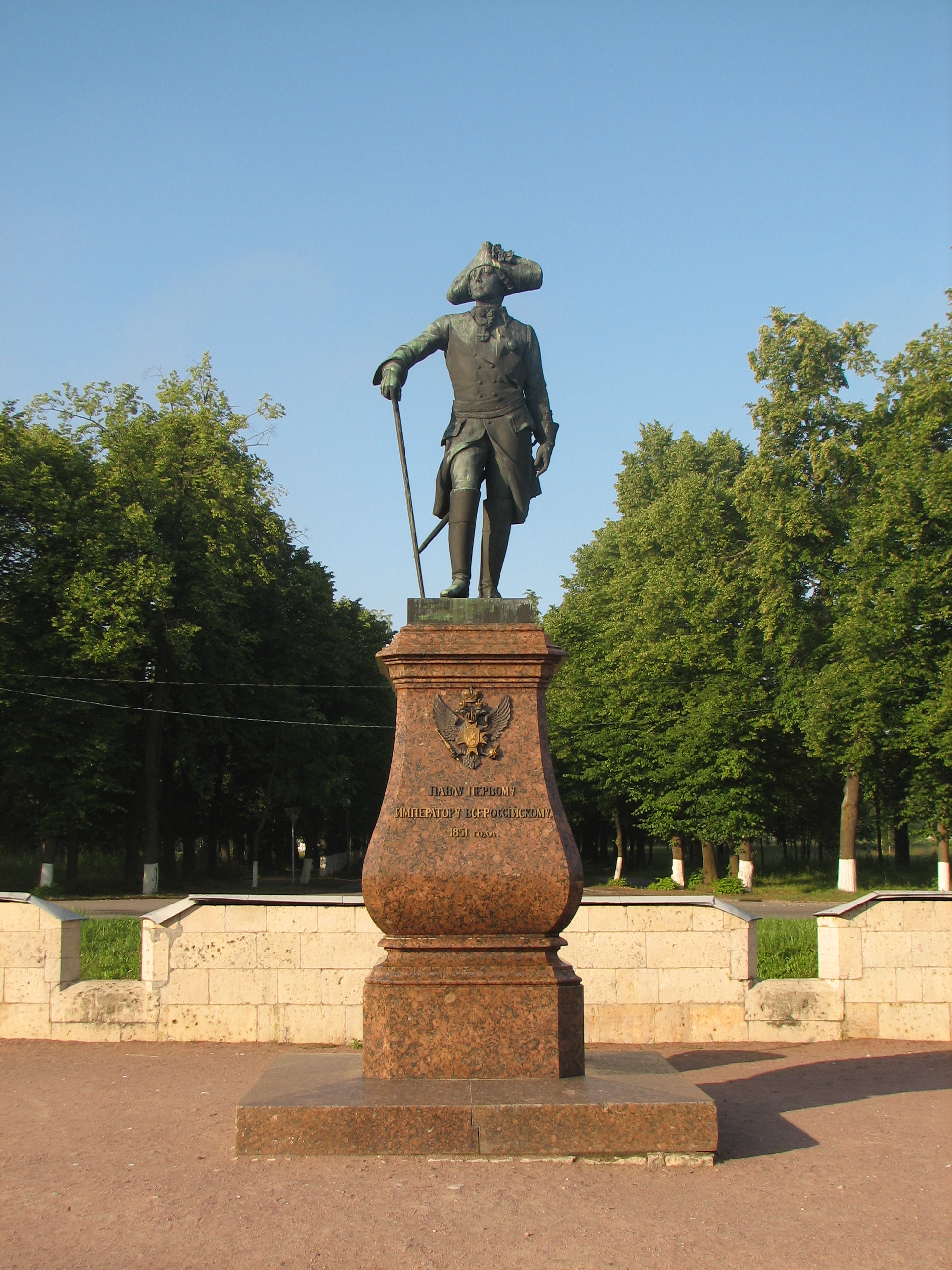
Памятник Павлу I (1851)

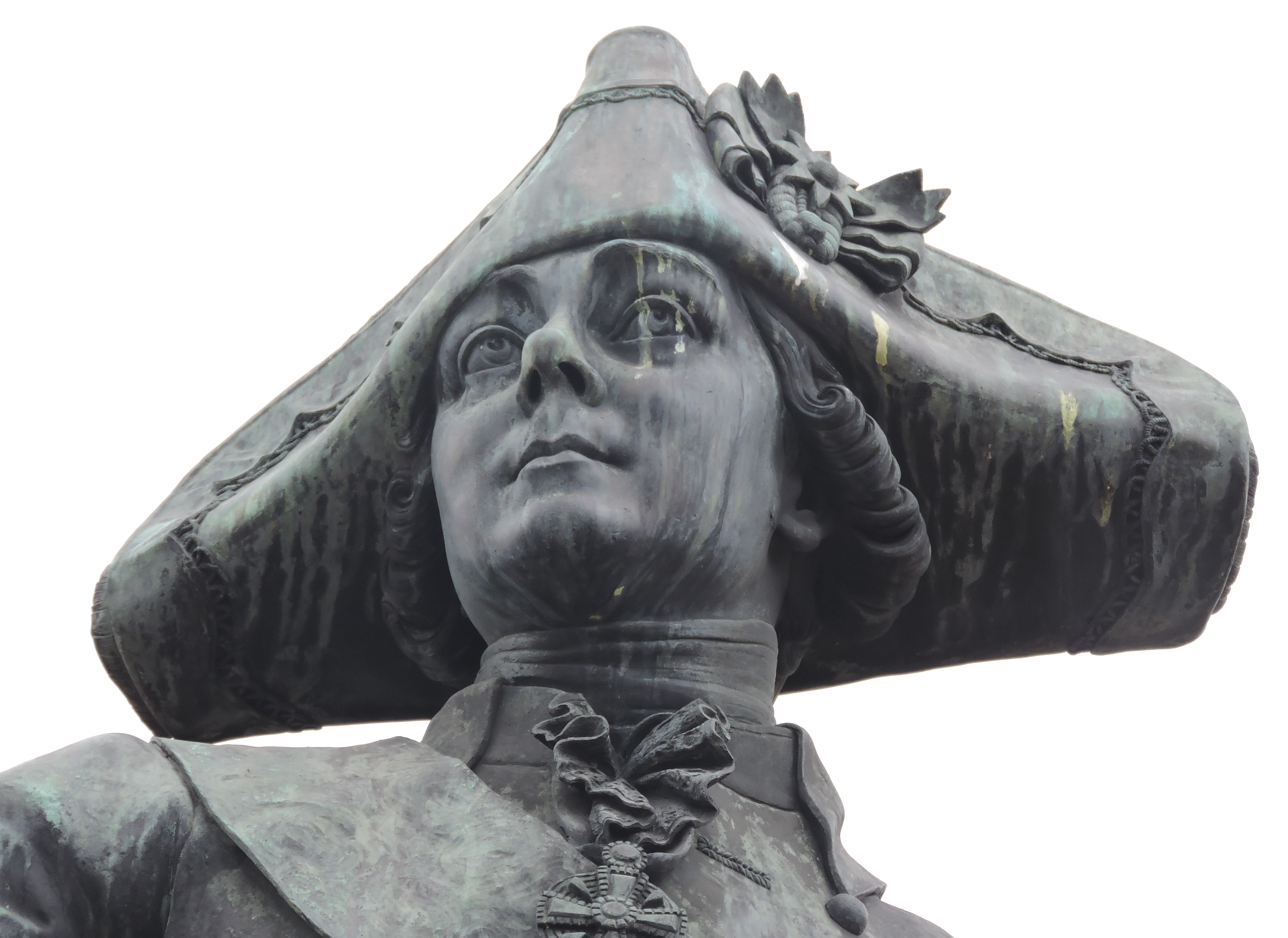
Голова Павла I

При императоре Александре III в 1880-х годах во дворец были проведены электричество, телефон, заменены водопровод и канализация, печное отопление заменено калориферным. Плац перед дворцом был круглосуточно освещён в целях безопасности, и это был первый опыт уличного электрического освещения в России

### Дворец после революции
После Февральской революции 1917 года и отречения от престола императора Николая II к власти пришло Временное правительство во главе с Александром Фёдоровичем Керенским. Дворец перестал принадлежать царской семье, и по решению нового правительства 27 мая 1917 года в пригородных дворцовых резиденциях начали работать комиссии по приемке и описи имущества дворцов. Гатчинскую комиссию возглавлял Валентин Платонович Зубов. Параллельно обсуждался вопрос о дальнейшем использовании дворцов. Было решено, что дворцы, в том числе и гатчинский, должны стать национальными музеями. После Октябрьской революции, 26 октября 1917 года, Зубов стал первым директором гатчинского дворца-музея.

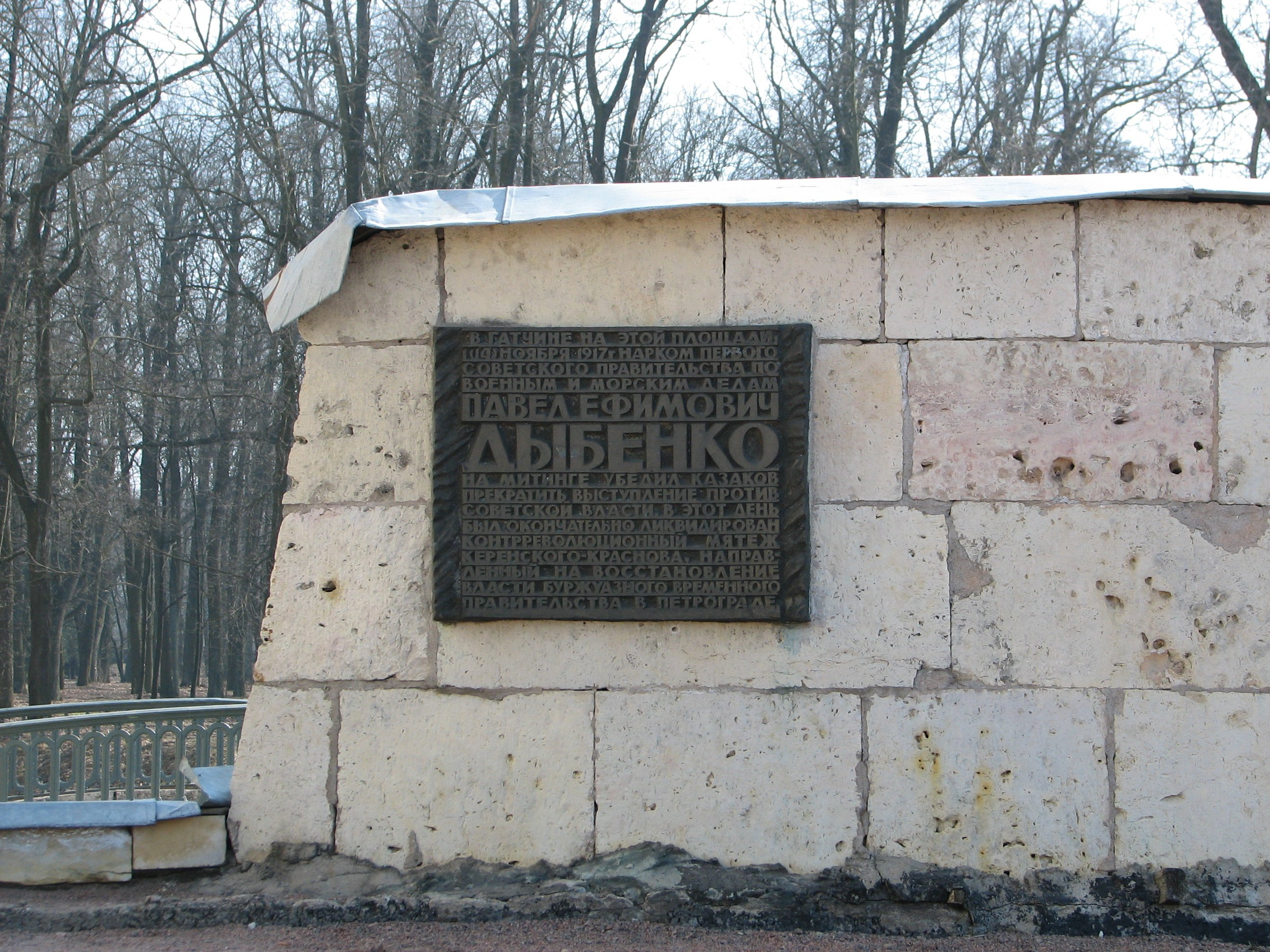
Мемориальная доска на одном из бастионов плаца, посвящённая митингу 1 (14) ноября 1917 года

В дни революции в Гатчине столкнулись казачьи части генерала Краснова и отряды красногвардейцев. 27 октября 1917 года во дворец прибыл штаб третьего конного казачьего корпуса во главе с председателем временного правительства Керенским. 1 (14) ноября 1917 года на площади перед дворцом был проведён митинг, на котором нарком советского правительства по военным и морским делам Павел Ефимович Дыбенко убедил казачьи части не выступать против советской власти в Петрограде, в результате чего в ночь с 1 на 2 ноября Керенский покинул дворец, который заняли революционные войска.
Для посещения музей был открыт 19 мая 1918 года.
Период с 1918 по 1941 год был временем развития дворца как музея. Только в 1919 году, во время Гражданской войны, дворец оказался в зоне боевых действий, когда войска Юденича вошли в Гатчину. Красноармейцы, погибшие во время этих событий, были похоронены на плацу перед дворцом. Могила до нашего времени не сохранилась.
Сохранились данные о посещаемости дворца-музея в первые годы после его открытия. Например, в 1921 году музей посетило наибольшее количество посетителей — более 21 тыс. человек.
В 1926 году принадлежности дворца: мебель, бронзовые изделия и ковры были вывезены на склад Госфондимуществ для последующей распродажи.
Большой Гатчинский дворец до Великой Отечественной войны был крупнейшим из дворцов-музеев пригородов Санкт-Петербурга и нередко назывался «пригородным Эрмитажем».

### Дворец в годыВеликой Отечественной войны

Северный фасад дворца после пожара в 1944 году

После объявления о начале войны в пригородных дворцах-музеях, в том числе и в гатчинском, начали принимать меры по эвакуации ценностей и по защите зданий от воздушных бомбардировок. 15 августа 1941 года под окнами дворца разорвалась первая авиабомба, а уже в конце месяца город оказался в пределах досягаемости немецкой артиллерии. 24 августа снарядами было повреждено Арсенальное каре, а 3 сентября во двор каре упала авиабомба, причинившая ему значительные повреждения.
Осуществить полную эвакуацию находящихся во дворце ценностей не удалось. Только четыре эшелона с самыми ценными экспонатами были отправлены в тыл, а также один эшелон был отправлен в Ленинград. Оставшееся имущество было размещено в подвалах дворца, часть крупной скульптуры была захоронена в парке, другая часть закрыта мешками с песком. Только 9 сентября оставшиеся сотрудники музея эвакуировались. В этот же день снарядом была повреждена башня Кухонного каре, другой снаряд взорвался около паркового фасада дворца.
Гатчина и дворец до января 1944 года находились в руках оккупантов. При отступлении немецкие войска сожгли и заминировали гатчинский дворец. Часть оставшихся ценностей они уничтожили, часть увезли в Германию. На одной из стен дворца на штукатурке сохранилась надпись «Здесь были мы. Сюда мы больше не вернемся. Если придет Иван, все будет пусто». Эта надпись с фрагментом стены была сохранена и сейчас демонстрируется в экспозиции дворца.

### Дворец в послевоенные годы
В послевоенные годы началось восстановление Гатчинского дворца. Но работы, проводимые во дворце, не были реставрационными в полном смысле этого слова. Принимались меры, чтобы это здание можно было использовать. В 1944 году уцелевшие мраморные, гипсовые барельефы и отдельные декоративные детали были закрыты временными щитами. В 1948 году были восстановлены межэтажные перекрытия, кровля, оконные и дверные проёмы.
Воссоздавать дворец-музей не планировалось, поскольку это считалось нерентабельным. Спасенные предметы из коллекций Гатчинского дворца-музей были переданы по приказам Министерства культуры СССР и РСФСР на хранение в 24 музея страны. Возвращение этих предметов в родные стены происходит до сих пор и с большим трудом.
В 1950—1959 годах во дворце располагалось Военно-морское училище Министерства обороны СССР, а затем — ВНИИ «Электронстандарт». В 1960 году здание дворца было снято с учёта ГИОП, то есть перестало числиться в списках памятников архитектуры. Статус дворца как памятника архитектуры восстановлен в 1970-е годы.
В 1961—1963 годы архитектором Михаилом Плотниковым была начата разработка проекта возрождения Гатчинского дворца. Проводились архитектурные обмеры, поиск архивных материалов, выполнялись чертежи интерьеров первого и второго этажей Проект предполагал восстановление интерьеров по состоянию на 1890 год, и не для музея, а под нужды ВНИИ, но он так и не был осуществлен.
Реставрация возобновилась благодаря усилиям Аделаиды Ёлкиной, главного хранителя музея с 1968 по 1998 год (статус музея сохранял Дворцовый парк). На протяжении 8 лет она добивалась от чиновников разных уровней, чтобы «Электронстандарт» освободил здание. Удалось это лишь в 1976 году. Михаилом Плотниковым был разработан новый проект восстановления парадных залов (2-й этаж Главного корпуса) — по состоянию на конец XVIII века — период наивысшего расцвета Гатчинского дворца. Восстановление лепного декора велось скульптором-модельщиком Л. А. Стрижовой, а реставрационные работы велись под руководством В. Ф. Кирпичева. Живописные работы исполняла бригада художников-реставраторов под руководством Я. А. Казакова. Первые интерьеры дворца-музея были торжественно открыты для обозрения 8 мая 1985 года, к сорокалетнему юбилею Великой Победы.
К 200-летию города Гатчины группой реставраторов под руководством Юрия Платонова были воссозданы башенные часы XVIII века. 12 декабря 1993 года был запущен механизм часов, а в феврале 1994 года установлены циферблаты.
Восстановление интерьеров дворца продолжается и сейчас. Средства, выделяемые на восстановление дворца в постперестроечное время, были минимальны, но с 2006 года значительно увеличились. Полное восстановление дворца и парка планировалось к 2012 году, однако из-за экономического кризиса финансирование реставрационных работ было отложено.
В 2015 году возобновились масштабные реставрационные работы. Обновление фасадов планируют завершить в 2022 году, а на полное возвращение исторического облика внутренним помещениям потребуется ещё до 10 лет.
В марте 2020 года во дворе Арсенального каре Большого Гатчинского дворца заложен закладной камень в основание памятника императору Александру III, открытие которого было запланировано на июнь этого же года, а международный конкурс на его создание был объявлен в июне 2018 года. Скульптура в бронзе, проект которой выполнен по эскизам Паоло Трубецкого, была изготовлена в срок, но торжественное открытие из-за ограничений, связанных с пандемией коронавируса, перенесено на 2021 год. 5 июня 2021 года памятник Александру III был торжественно открыт президентом России В. В. Путиным.
Большой дворец является одним из неофициальных символов Гатчины — его изображение часто можно встретить на сувенирной продукции, на обложках книг, посвящённых городу.

#### Фильмы, снимавшиеся в Гатчинском дворце

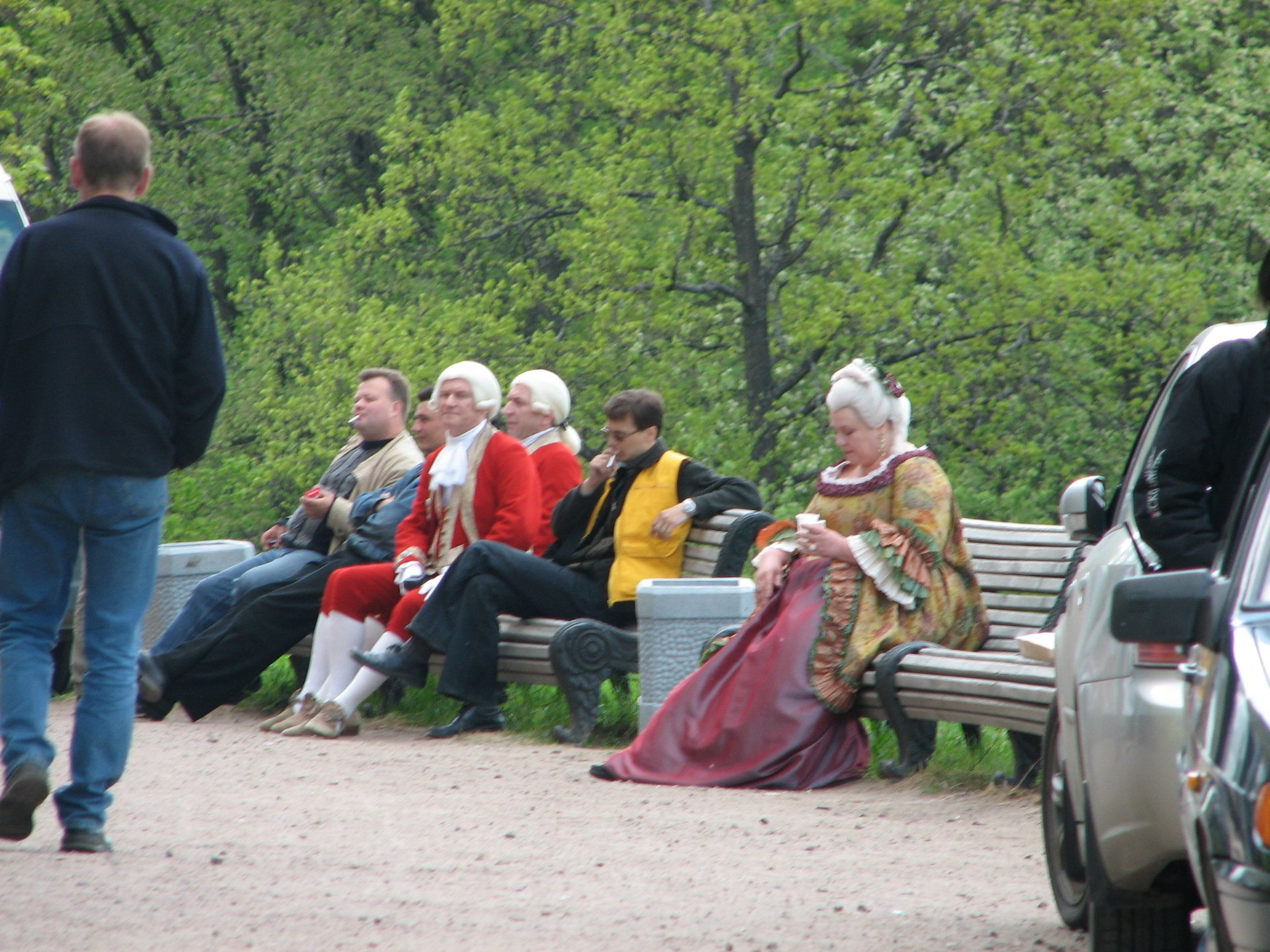
Съёмки фильма около Гатчинского дворца. Май 2006 года

Здание и интерьеры Гатчинского дворца часто привлекали внимание кинематографистов и становились декорациями при съёмках многих художественных фильмов. Среди них такие как:
- «Суворов» (1940)
- «Левша» (1986)
- «Шаги императора» (1991)
- «Бедный, бедный Павел» (2003)[46]
- «Юнкера» (2006)[47]
- «Андерсен. Жизнь без любви» (2006)[48]
- «Серебряный самурай» (2007)[49]
- «Три мушкетёра» (2013)
- «Война и мир» (2016)
- «Онегин» (2024)
- «Павел. Первый и последний» (2025).

и другие.

## Архитектура дворца[50]

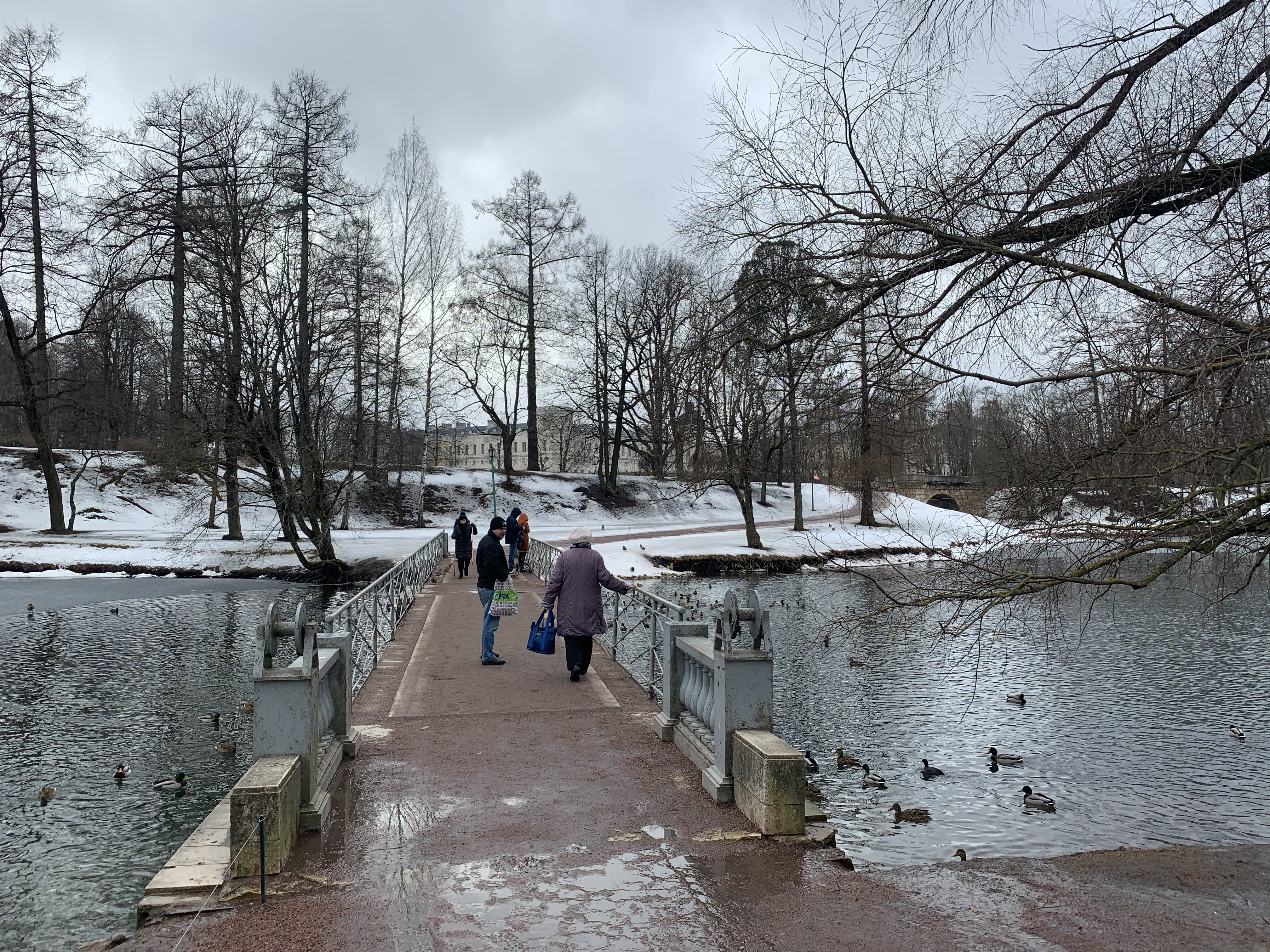
Вид на Большой Гатчинский дворец со стороны Белого озера

Гатчинский дворец — центр, архитектурный и стилистический символ дворцово-паркового ансамбля. Архитектор Ринальди, занимавшийся разработкой проекта и строительством дворца синтезировал типологические черты подобных зданий, создав, в конечном итоге, своего рода архитектурную фантазию на тему рыцарского охотничьего замка. Несколько последующих крупных перестроек дворца не сильно повлияли на изначально задуманную тему.
Здание дворца располагается на возвышенности, доминируя над окружающим ландшафтом. Северный фасад здания обращён к парку и выходит на склон, спускающийся к Серебряному озеру, за которым простирается Дворцовый парк с обширным Белым озером. Южный фасад дворца закрывает своим массивом обзор на парк, акцентируя внимание на архитектурном облике здания.
Взглянув на общий план дворца можно выделить три основные части. Центральный корпус представляет собой вытянутый прямоугольник, к углам которого со стороны парка примыкают две пятигранные пятиярусные башни. На противоположной парку, южной стороне центрального корпуса находится заглубление с тремя арками входных дверей и балконом, создающее игру объёмов. Корпус соединён двумя полукружиями галерей с двумя трёхэтажными каре, почти квадратными в плане. Углы каре выделены восьмигранными трёхъярусными башнями, две из которых, примыкающие к галереям, завершены куполами. Планировка дворца создаёт ощущение пластичности и целостности как здания в целом, так и каждого его элемента в частности, что усиливается чередованием протяжённых объёмов и выступающих гранёных башен.

### Южный фасад

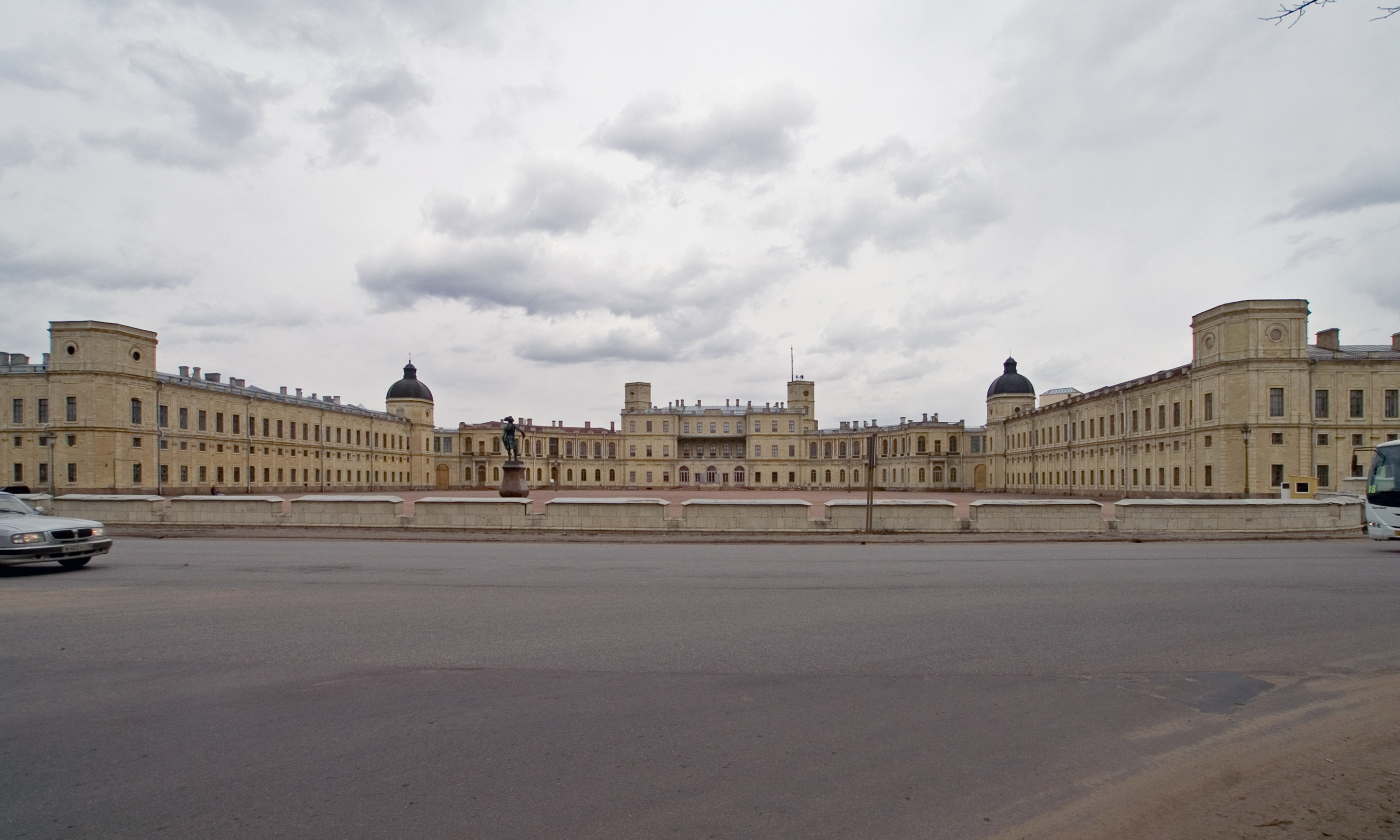
Вид на южный фасад дворца. Апрель 2006 года

Композиционная ось ансамбля проходит через среднюю линию плаца, начальной точкой которой служит памятник Павлу I, от которого чётко просматривается структура и объёмные соотношения отдельных частей дворцового здания.
Первый этаж центрального корпуса и примыкающих к нему галерей ритмично членится пилястрами дорического ордера. Простенки между пилястрами «облегчаются» окнами — прямоугольными в центральном корпусе и полуциркульными в стенах галерей. Над каждым окном заглублённое панно, в сочетании с рельефными наличниками сообщающее фасаду пластическую текучесть. Второй этаж трактован более богато — на главном корпусе используются парные пилястры ионического ордера, а на полуциркулях галерей — ионические полуколонны. Оконные проёмы, как и на первом этаже, имеют прямоугольный профиль в центральном корпусе и полукружный — в галереях. Также усложнён рисунок наличников оконных проёмов, завершающихся рельефной выкружкой барочного характера. Третий этаж оформлен более просто — лопатки, расположенные соответственно пилястрам, рельефные наличники вторят обрамлению оконных проёмов первого этажа. Поэтажные членения выполнены в виде классического антаблемента, окружающего здание по всему периметру. Центральный корпус и галереи увенчаны парапетами, состоящими из каменных тумб и ажурной решётки. Связанные с парапетом аттики отмечают основные оси фасадов, на которых расположены входы во дворец. В центральной и торцевой части галерей расположены двери, выделенные двухколонными дорическими портиками. Перекрытия портиков несут на себе балконы с ажурным ограждением. К каждому портику ведут гранитные лестницы в форме усечённого конуса. К центральным аркам главного корпуса ведёт пологий пандус.
Общее оформление фасада, выходящего на плац, представляет собой сочетание и противопоставление прямых (вертикали пилястров и прямоугольные проёмы) и волнистых (полуциркульные завершения проёмов галерей) линий. Кульминационными точками волнообразного движения являются купола башен, закрепляющие объёмно-пространственную композицию и создающие выразительный переход к фасадам каре.
Фасады обоих каре продолжают линию разворота, начатую галереями и придают фронтальной композиции бо́льшую масштабность и монументальность. На фасадах каре повторяется поэтажные членения полуциркульных галерей, с небольшим отличием — в простенки первого этажа включены небольшие прямоугольные окна второго этажа, а в башнях — круглые люкарны. В декоре используются пилястры дорического ордера и наличники строгого рисунка, на гранях башен — русты. Все эти элементы придают довольно протяжённой стене ритм, снимающий ощущение статичности.
Сочетание массивных корпусов каре с изящным центральным корпусом создают органичное соединение черт крепостной цитадели и загородной виллы. Одна из характерных черт, создающих впечатление укреплённого замка — бастионная стена с амбразурами и двумя бастионами, «охраняющими» мосты, перекинутые через ров. Профиль стены в плане зеркально повторяет конфигурацию южного фасада, композиционно замыкая парадный плац, предназначенный для проведения военных парадов и смотров.

### Северный фасад

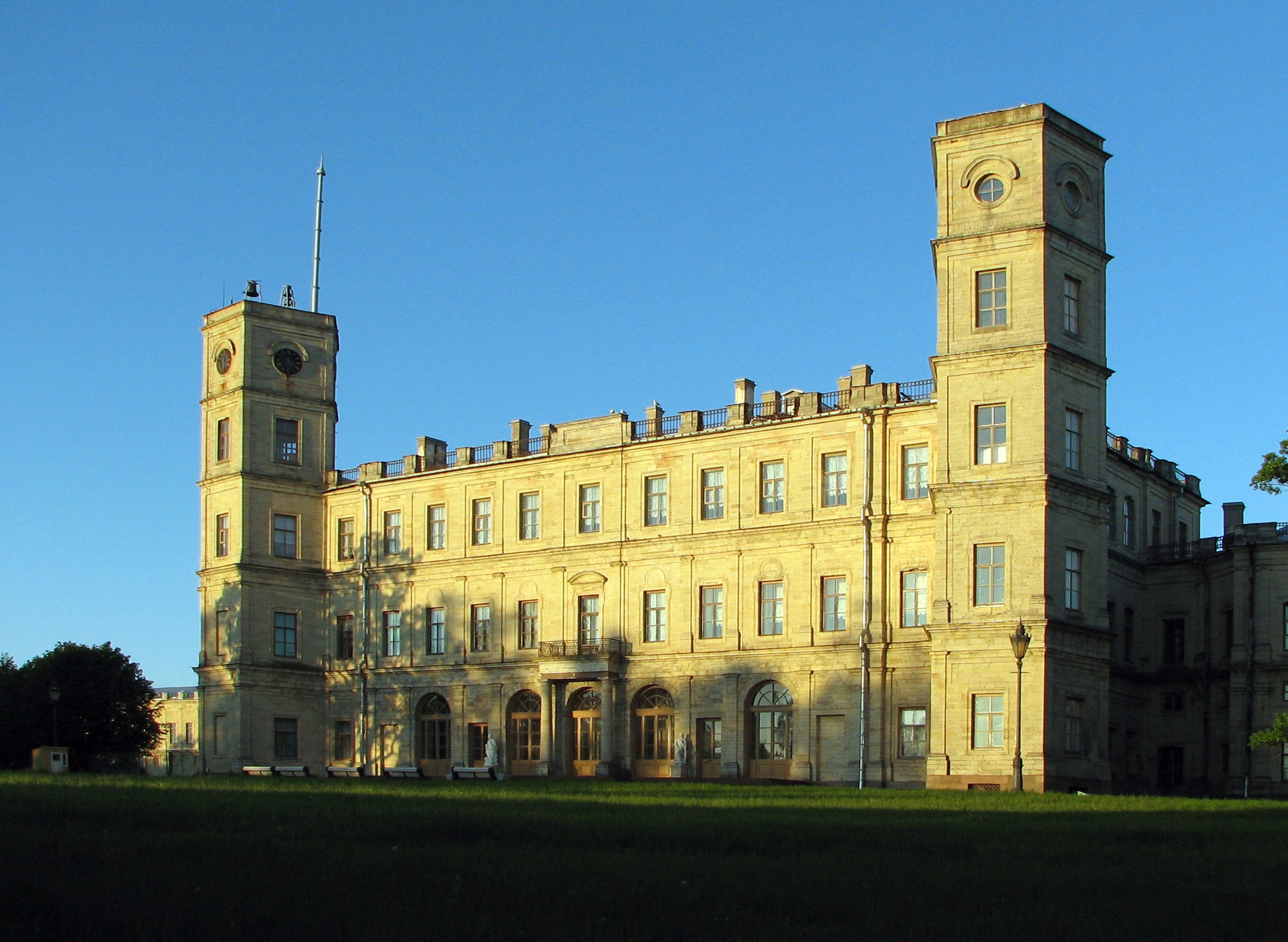
Вид на северный фасад дворца. Июнь 2008 года

Северный фасад дворца, в отличие от южного, невозможно полностью охватить взглядом, он открывается постепенно при обходе здания. Самой выразительной частью этого фасада является центральный корпус, замкнутый с двух сторон Часовой и Сигнальной башнями. Центр фасада акцентирован двухколонным дорическим портиком, служащим основанием балкону с ажурной решёткой. Балконная дверь завершена лучковым рельефным сандриком. Массив стены расчленён горизонтальными тягами и пилястрами и не имеет каких либо ярко выраженных выступов, что придаёт ему, в сочетании с пятью полуциркульными арками на первом этаже, особую цельность. В оформлении первого этажа использованы пилястры дорического ордера, второго — ионического ордера, третьего — лопатки. Арки обрамлены широкими массивными наличниками, импосты подчёркнуты выступающими квадратами, а своды арок — замковыми камнями. К аркам входных дверей ведёт широкая гранитная лестница в восемь ступеней, имеющая всходы с трёх сторон.
Пластический и высотный аккорд создаётся двумя башнями, сообщающими фасаду сходство с замком. В самых верхних ярусах башен устроены люкарны, завершённые рельефными полуциркульными сандриками.
Полуциркульные фасады с северной стороны, в отличие от южного фасада, имеют трёхэтажное членение. В декоре первых двух этажей используются гигантские пилястры дорического ордера, на третьем этаже — ионического. Их вид создаёт впечатление монументальности форм и суровости облика.

## Интерьеры дворца[51]

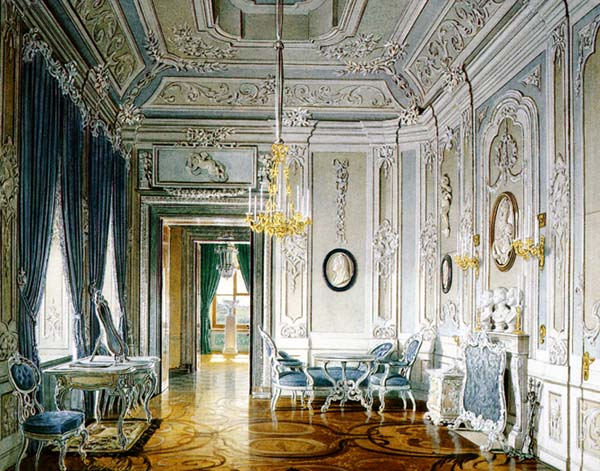
Туалетная комната. Э. П. Гау, 1878 год

В создании интерьеров Гатчинского дворца просматривается два основных этапа. Первоначальное убранство внутренних помещений дворца создавалось в 1770—1780-х годах по проектам главного архитектора дворца — Антонио Ринальди. Отличительной особенностью декораций дворцовых помещений, созданных в это время, была тонкая и изысканная лепка, а также наборные паркеты из ценных пород дерева. Стены помещений декорировались стилизованными цветами, плодами и растительными побегами. Лепные работы выполнялись опытными, в основном итальянскими, мастерами.
В 1790-х годах внутренние помещения дворца подверглись значительной переделке под руководством Винченцо Бренны. Бренна создал новое оформление залов дворца, в котором сочетались строгие античные архитектурные формы с почти барочной пышностью. Архитектор применял классические архитектурные ордера, лепку, позолоту, сложные орнаментальные композиции, драпировки и гобелены. Росписью некоторых помещений занимался известный живописец своего времени Скотти. В части помещений было изменено не только убранство, но и архитектурное исполнение, общее композиционное решение. Оформление Ринальди сохранилось лишь частично.
Позже часть помещений также подверглась изменениям. Так в 1800 году архитектором Захаровым была закончена отделка дворцовой церкви, начатая Бренной. В оформлении церкви принимали участие скульпторы Прокофьев, Брюллов (Брюлло), живописцы Щербаков и Миропольский. Также некоторые из залов дворца были заново отделаны в 1860—1870-х годах под руководством архитектора Кузьмина.
Во время Великой Отечественной войны, в 1944 году пожаром была уничтожена отделка всех дворцовых залов. Восстановление интерьеров началось в 1976 году и продолжается до сих пор.

## Документалистика
- Документальный фильм. Автор: Алексей Олиферук. ЗАО «Сигма-Видео» по заказу ГТРК «Культура». 2017 г (15 июня 2020). Гатчина. Свершилось.  44 мин. Россия-Культура. {{cite episode}}: |series= пропущен или пуст (справка)